# Simfonia núm. 7 (Holmboe)
La Simfonia núm. 7, op. 50, va ser escrita pel compositor danès Vagn Holmboe el 1950. Es va estrenar el 18 d'octubre de 1951 a Copenhaguen, interpretada per l'Orquestra Simfònica de la Ràdio Danesa dirigida per Nikolai Malkó. Està escrita en un sol moviment dividit en quatre seccions separades per tres intermedis. Té una durada d'uns 24 minuts.

## Moviments
- I Allegro Con Fuoco
- Intermedi I. Andantino
- II Adagio
- Intermedi II. Andantino
- III Presto
- Intermedi III. Andantino
- IV Coda, Andante

## Origen i context
Holmboe manifesta la utilització de metamorfosi musical: «La Setena Simfonia va sorgir a partir d'uns quants compassos inicials i una línia melòdica, en circumstàncies similars a les de la Sisena Simfonia, tot i que amb la gran diferència que aquí l'obertura de la simfonia era clara per a mi des del principi, mentre que el desenvolupament posterior estava envoltat en foscor... Evidentment, era un intent d'aconseguir la metamorfosi. No podria dir si ho he aconseguit o no, i en qualsevol cas no puc trobar cap forma general de metamorfosi en l'obra; però, d'altra banda, no hi ha dubte que el desenvolupament del material porta el segell de la metamorfosi».

## Instrumentació
La simfonia va ser escrita per a una gran orquestra formada per 3 flautes, 2 oboès, 2 clarinets, 2 fagots - 4 trompes, 3 trompetes, 3 trombons, 1 tuba, timbales, percussió (3 músics), celesta i cordes.